# Olympische Sommerspiele 2008/Triathlon
Bei den Olympischen Sommerspielen 2008 in der chinesischen Hauptstadt Peking wurden zwei Wettbewerbe im Triathlon ausgetragen.
Insgesamt gingen jeweils 55 Frauen und Männer bei den Triathlon-Wettbewerben an den Start. Austragungsort war das Ming Tombs Reservoir bei den Ming-Gräbern.
Die olympische Distanz im Triathlon führte über 1500 Meter Schwimmen, 40 Kilometer Radfahren und einen 10.000-Meter-Lauf.

## Bilanz

### Medaillenspiegel
| Platz  | Land        | Gold | Silber | Bronze | Gesamt |
| ------ | ----------- | ---- | ------ | ------ | ------ |
| 1      | Australien  | 1    | –      | 1      | 2      |
| 2      | Deutschland | 1    | –      | –      | 1      |
| 3      | Kanada      | –    | 1      | –      | 1      |
| 3      | Portugal    | –    | 1      | –      | 1      |
| 5      | Neuseeland  | –    | –      | 1      | 1      |
| Gesamt | Gesamt      | 2    | 2      | 2      | 6      |

### Medaillengewinner
| Disziplin | Gold                | Silber                  | Bronze               |
| --------- | ------------------- | ----------------------- | -------------------- |
| Männer    | Jan Frodeno (GER)   | Simon Whitfield (CAN)   | Bevan Docherty (NZL) |
| Frauen    | Emma Snowsill (AUS) | Vanessa Fernandes (POR) | Emma Moffatt (AUS)   |

## Qualifikation
Die besten acht Nationalen Olympischen Komitees durften bis zu drei Athleten nominieren, alle weiteren NOK zwei. Die kontinentalen Meister des Jahres 2007 waren direkt qualifiziert, hinzu kamen die ersten drei der Weltmeisterschaften 2008. Hätten bereits über die kontinentalen Ausscheidungen qualifizierte Athleten einen Top-3-Platz bei der Weltmeisterschaft belegt, rückten die nächstplatzierten Sportler bei der Weltmeisterschaft nach. Der beste Teilnehmer eines jeden Kontinents in der Olympiaqualifikationsrangliste (in der die wichtigsten Ergebnisse von Juni 2006 bis Juni 2008 gewertet werden) sowie ein chinesischer Starter hatten automatisches Startrecht. Alle restlichen Startplätze bis zum 53. wurden über die Qualifikationsrangliste verteilt. Die letzten beiden Startplätze wurden per Wildcard vergeben.

## Ergebnisse

### Männer
| Platz | Land | Athlet            | Zeit (h)   |
| ----- | ---- | ----------------- | ---------- |
| 1     | GER  | Jan Frodeno       | 1:48:53,28 |
| 2     | CAN  | Simon Whitfield   | 1:48:58,47 |
| 3     | NZL  | Bevan Docherty    | 1:49:05,59 |
| 4     | ESP  | Javier Gómez Noya | 1:49:13,92 |
| 5     | ESP  | Iván Raña         | 1:49:22,03 |
| 6     | GER  | Daniel Unger      | 1:49:43,78 |
| 7     | USA  | Hunter Kemper     | 1:49:48,75 |
| 8     | DEN  | Rasmus Henning    | 1:49:57,47 |

Datum: 19. August 2008, 10:00 Uhr

Weitere deutschsprachige Teilnehmer:

15.  Christian Prochnow

19.  Olivier Marceau

23.  Sven Riederer

29.  Reto Hug

38.  Simon Ágoston

### Frauen
| Platz | Land | Athletin          | Zeit (h)   |
| ----- | ---- | ----------------- | ---------- |
| 1     | AUS  | Emma Snowsill     | 1:58:27,66 |
| 2     | POR  | Vanessa Fernandes | 1:59:34,63 |
| 3     | AUS  | Emma Moffatt      | 1:59:55,84 |
| 4     | USA  | Laura Bennett     | 2:00:21,54 |
| 5     | JPN  | Juri Ide          | 2:00:23,77 |
| 6     | SUI  | Nicola Spirig     | 2:00:30,48 |
| 7     | SUI  | Daniela Ryf       | 2:00:40,20 |
| 8     | NZL  | Andrea Hewitt     | 2:00:45,99 |

Datum: 18. August 2008, 10:00 Uhr

Weitere deutschsprachige Teilnehmerinnen:

13.  Magali Di Marco
14.  Kate Allen
15.  Ricarda Lisk
26.  Christiane Pilz
27.  Tania Haiböck
33.  Anja Dittmer
41.  Elizabeth May
DNF  Eva Dollinger